# Rómulo Gallegos
Rómulo Gallegos Freire (n. 2 august 1884 – d. 7 aprilie 1969) a fost un romancier și politician venezuelean. Pentru o perioadă de 9 luni, în decursul anului 1948, a fost președinte al Venezuelei.

## Biografie

### Tinerețe
S-a născut la Caracas într-o familie modestă.  Începe să lucreze în 1903 ca profesor și jurnalist.  În 1929 publică romanul său, Doña Bárbara, prin care critică guvernarea dictatorială a lui Juan Vicente Gómez.  Represaliile acestuia îl obligă să emigreze în Spania, unde își continuă activitatea scriitoricească, scriind romanele Cantaclaro (1934) și Canaima (1935).

### Cariera politică
În 1936 se reîntoarce în patria natală și este numit ministru al educației publice.
În anul următor devine membru al Adunării Naționale (Asamblea Nacional), iar în perioada 1940 - 1941 este primar al capitalei, Caracas.
Participă la lovitura de stat din 1945, prin care Rómulo Betancourt devine președinte.
În 1947, Gallegos participă la alegerile prrezindențiale drept candidat din partea Acción Democrática și ajunge președinte la țării, funcție pe care o preia în februarie 1948. Câteva luni mai târziu, în noiembrie, este nevoit să demisioneze datorită loviturii de stat a generalului Marcos Pérez Jiménez.
Se refugiază în Cuba, apoi în Mexic.  În 1958, după căderea dictaturii militare, revine în Venezuela.

## Opere publicate
- El último Solar (1920) (titlu alternativ:Reinaldo Solar)
- La trepadora (1925)
- Doña Bárbara (1929)
- Cantaclaro (1934)
- Canaima (1935) (de asemenea, publicată și în limba engleză, 1988 ISBN 0-8061-2119-X)
- Pobre negro (1937)
- El forastero (1942)
- Sobre la misma tierra (1943)
- La brizna de paja en el viento (1952)
- Una posición en la vida (1954)
- El último patriota (1957)

## Distincții și aprecieri
După întoarcerea în țară din 1958, este ales senator pe viață.
I se acordă Premiul Național pentru Literatură și devine membru al Academiei Lingvistice Venezuelene (un echivalent al Academiei Regale Spaniole Real Academia Española).
În cinstea sa, în 1964, a fost instituit un premiu internațional care îi poartă numele și este acordat romancierilor (Premio internacional de novela Rómulo Gallegos), primul fiind acordat în 1967 lui Mario Vargas Llosa pentru romanul Casa verde.

## Alte articole
- Președinte al Venezuelei